# Ferrovia Napoli-Centro Direzionale-San Giorgio
La ferrovia Napoli-Centro Direzionale-San Giorgio è una linea del servizio ferroviario metropolitano di Napoli, parte della rete Circumvesuviana, che collega il centro di Napoli ai quartieri orientali della città, terminando nel comune di San Giorgio a Cremano. Nel Piano Comunale dei Trasporti del 1997 è stata indicata come linea 3 del sistema metropolitano di Napoli, denominazione tuttavia mai impiegata in modo effettivo.
Il servizio effettivo da Porta Nolana a San Giorgio è partito il 29 maggio 2004, con il completamento del raccordo fra le stazioni di Botteghelle e Madonnelle.

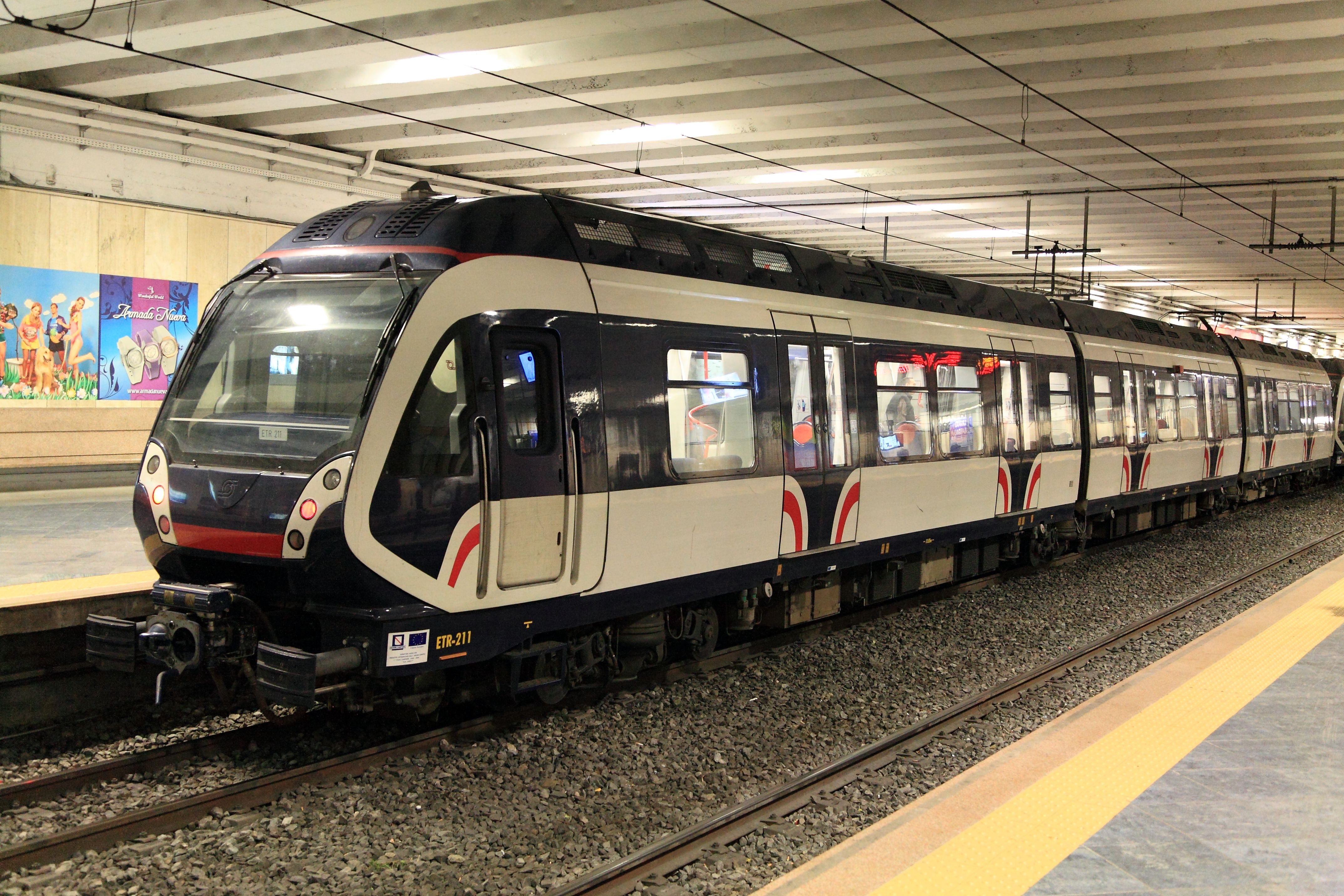
Elettromotrice ETR 221 in transito presso la stazione di Garibaldi.

## Storia
Nel 1884 venne inaugurata la tratta Porta Nolana-Botteghelle.
Il 12 febbraio 2001 venne inaugurata tratta Madonnelle - San Giorgio a Cremano..
Nel 2003 vennero inaugurate le stazioni di Centro Direzionale (stazione riqualificata), Botteghelle (stazione riqualificata) e Poggioreale (stazione ex novo), mentre il 29 maggio del 2004 fu inaugurato il raccordo (in gergo tecnico "baffo") fra le stazioni di Botteghelle e Madonnelle.
Dal settembre 2021 le corse hanno una cadenza media minima di 25 minuti e massima di 50 minuti, e soltanto tra le 13:00 e le 15:00 di più di due ore. Il servizio nei giorni festivi è fortemente ridotto mentre è sospeso nella tratta Botteghelle-San Giorgio a Cremano.

## Caratteristiche tecniche
La stazione di Vesuvio de Meis è nodo di interscambio con la linea Napoli - Sarno gestita anch'essa dall'EAV.

### Percorso
| Head station |

| Unknown route-map component "CONTgq" | Stop on track | Unknown route-map component "CONTfq" |

| Stop on track |

| Stop on track |

| Unknown route-map component "CONTgq" | Tower station on transverse bridge over straight track | Unknown route-map component "CONTfq" |

| Stop on track |

| Stop on track |

| Stop on track |

| Unknown route-map component "CONTgq" | Tower station on transverse bridge over straight track | Unknown route-map component "CONTfq" |

| Stop on track |

| Unknown route-map component "CONTgq" | Station on track | Unknown route-map component "CONTfq" |